# Champsecret
Champsecret és un municipi francès situat al departament de l'Orne i a la regió de Normandia. L'any 2007 tenia 1.032 habitants.

## Demografia

### Població
El 2007 la població de fet de Champsecret era de 1.032 persones. Hi havia 455 famílies de les quals 158 eren unipersonals (47 homes vivint sols i 111 dones vivint soles), 142 parelles sense fills, 131 parelles amb fills i 24 famílies monoparentals amb fills.
La població ha evolucionat segons el següent gràfic:
Habitants censats

### Habitatges
El 2007 hi havia 633 habitatges, 458 eren l'habitatge principal de la família, 106 eren segones residències i 69 estaven desocupats. 591 eren cases i 40 eren apartaments. Dels 458 habitatges principals, 330 estaven ocupats pels seus propietaris, 118 estaven llogats i ocupats pels llogaters i 10 estaven cedits a títol gratuït; 6 tenien una cambra, 53 en tenien dues, 92 en tenien tres, 126 en tenien quatre i 181 en tenien cinc o més. 360 habitatges disposaven pel capbaix d'una plaça de pàrquing. A 238 habitatges hi havia un automòbil i a 166 n'hi havia dos o més.

### Piràmide de població
La piràmide de població per edats i sexe el 2009 era:
| Homes | Edats   | Dones |
| ----- | ------- | ----- |
| 0     | 95 o +  | 0     |
| 0     | 90 a 94 | 4     |
| 0     | 85 a 89 | 4     |
| 4     | 80 a 84 | 8     |
| 16    | 75 a 79 | 24    |
| 32    | 70 a 74 | 40    |
| 40    | 65 a 69 | 52    |
| 20    | 60 a 64 | 24    |
| 28    | 55 a 59 | 12    |
| 36    | 50 a 54 | 32    |
| 16    | 45 a 49 | 24    |
| 52    | 40 a 44 | 72    |
| 36    | 35 a 39 | 32    |
| 32    | 30 a 34 | 24    |
| 36    | 25 a 29 | 32    |
| 36    | 20 a 24 | 12    |
| 52    | 15 a 19 | 36    |
| 40    | 10 a 14 | 52    |
| 20    | 5 a 9   | 16    |
| 24    | 0 a 4   | 28    |

## Economia
El 2007 la població en edat de treballar era de 641 persones, 448 eren actives i 193 eren inactives. De les 448 persones actives 403 estaven ocupades (225 homes i 178 dones) i 45 estaven aturades (12 homes i 33 dones). De les 193 persones inactives 64 estaven jubilades, 55 estaven estudiant i 74 estaven classificades com a «altres inactius».

### Ingressos
El 2009 a Champsecret hi havia 451 unitats fiscals que integraven 1.000,5 persones, la mediana anual d'ingressos fiscals per persona era de 15.932 €.

### Activitats econòmiques
Dels 29 establiments que hi havia el 2007, 2 eren d'empreses alimentàries, 1 d'una empresa de fabricació d'altres productes industrials, 10 d'empreses de construcció, 7 d'empreses de comerç i reparació d'automòbils, 1 d'una empresa de transport, 1 d'una empresa d'hostatgeria i restauració, 2 d'empreses immobiliàries, 1 d'una empresa de serveis, 3 d'entitats de l'administració pública i 1 d'una empresa classificada com a «altres activitats de serveis».
Dels 12 establiments de servei als particulars que hi havia el 2009, 2 eren paletes, 3 guixaires pintors, 2 fusteries, 3 lampisteries, 1 perruqueria i 1 restaurant.
Dels 3 establiments comercials que hi havia el 2009, 1 era una botiga de més de 120 m², 1 una botiga de menys de 120 m² i 1 una fleca.
L'any 2000 a Champsecret hi havia 39 explotacions agrícoles que ocupaven un total de 1.440 hectàrees.

## Equipaments sanitaris i escolars
El 2009 hi havia una escola elemental integrada dins d'un grup escolar amb les comunes properes formant una escola dispersa.

## Poblacions més properes
El següent diagrama mostra les poblacions més properes.